# CD109
CD109 (Grupo de Diferenciação 109) é um gene humano. CD109 é um antígeno de superfície celular ligado a GPI expresso por linhagens celulares de leucemia mieloide CD34 +, linhagens de células T, linfoblastos T ativados, células endoteliais e plaquetas ativadas.